# Picture exchange
Picture exchange (PCX) ist ein Dateiformat zur Speicherung von Bilddaten.
Das PCX-Format wurde im Jahr 1982 von der Firma ZSoft entwickelt und in den eigenen Produkten Paintbrush und FRIEZE (Residentes Hilfsprogramm zum Import von Bildern aus anderen Anwendungen z. B. Lotus 1-2-3) eingesetzt. Heute wird das Format von den meisten Grafikprogrammen kaum mehr unterstützt.
Zum Zeitpunkt der Entwicklung von PCX gab es lediglich Hercules- und CGA-Grafikadapter. Mit den Jahren wurden die Grafikkarten besser und neue Grafikmodi entstanden (EGA, MCGA, VGA). Diese wurden dann durch neuere Versionen des PCX-Formates abgedeckt. Die Änderungen der Formatdefinition beschränkten sich aber im Wesentlichen auf die Farbpalette.

## Aufbau einer PCX-Datei

### Allgemeiner Aufbau
| Header (128 Byte)                          |
| Bilddaten                                  |
| Farbpalette (optional, nur bei 256 Farben) |

### Header
PCX-Dateien besitzen, unabhängig von der Version, einen 128 Byte langen Header.
| Offset | Bytes | Bedeutung |
| ------ | ----- | --- |
| 0      | 1     | Identifikation: 10 (0Ahex) = PCX-File                                                                                               |
| 1      | 1     | PCX-File Version: 0 = Version 2.5 2 = Version 2.8 mit Palette 3 = Version 2.8 ohne Palette 4 = Windows ohne Palette 5 = Version 3.0 |
| 2      | 1     | Komprimierung 0 = keine 1 = RLE-Kodierung                                                                                           |
| 3      | 1     | Bits per Pixel (oder per Plane) |
| 4      | 8     | Koordinaten des Originalbildes XMIN, YMIN, XMAX, YMAX                                                                               |
| 12     | 2     | horizontale Auflösung in DPI (dots per inch)                                                                                        |
| 14     | 2     | vertikale Auflösung in DPI (dots per inch)                                                                                          |
| 16     | 48    | Color Map mit der Definition der Farbpalette. Organisiert als 16*3 Byte Feld.                                                       |
| 64     | 1     | reserviert |
| 65     | 1     | Anzahl der Farbebenen (Planes), max. 4                                                                                              |
| 66     | 2     | Bytes pro Bildzeile (gerade Zahl)                                                                                                   |
| 68     | 2     | Palette Information 1 = Farbe - S/W 2 = Graustufen                                                                                  |
| 70     | 2     | Bildschirmbreite in Pixel |
| 72     | 2     | Bildschirmhöhe in Pixel |
| 74     | 54    | Leerbytes zum Auffüllen des Headers                                                                                                 |

### Bilddaten
Ohne Komprimierung ist jedes Farbbyte ein Index (Verweis) auf die Farbpalette. Mit Komprimierung sind auch Längenbytes möglich, die angeben, wie oft das folgende Farbbyte zu wiederholen ist (Lauflängenkodierung). Die Komprimierung ist daher besonders bei Grafiken mit größeren einfarbigen Flächen effektiv. Längenbytes werden daran erkannt, dass ihre beiden höchsten Bits gesetzt sind. Mit den restlichen Bits wird die Länge angegeben, so dass die maximal angebbare Länge 63 Bytes beträgt. Einzelne Farbbytes können direkt angegeben werden. Lediglich wenn ihr Wert 192 oder darüber beträgt, müssen sie mit einem vorangehenden Längenbyte mit dem Wert 193 aufgeführt werden, da sie sonst als Längenbyte interpretiert würden.

### Farbpalette
Farbpaletten mit mehr als 16 Farben werden hinter den Bilddaten aufgeführt. In diesem Fall wird zwischen Bilddaten und Palette ein Byte mit dem Wert 12 eingefügt. Anschließend folgen nacheinander für jeden Farbindex jeweils drei Farbbytes für den RGB-Wert.

## Farbebenen
Eine Besonderheit des PCX-Formates ist die Speicherung der Bilddaten in Farbebenen. Die Reihenfolge der Kodierung ist Y-Achse > Farbebene > X-Achse. Dies ist zum einen dadurch begründet, dass PCX (im Gegensatz zu BMP) ein hardwarenahes Format ist, das ein (komprimiertes) Abbild des Bildschirmspeichers darstellt, und zum anderen, dass True-Color-Bilder oder Bilder mit Dithering sich so besser mit Lauflängenkodierung komprimieren lassen.
Laut offiziellem PCX-Standard dürfen „Läufe“ der RLE sich über mehrere Farbebenen erstrecken, jedoch unterstützen einige Dekoder das nicht. Für gute Kompatibilität sollten Enkoder dies vermeiden, während Dekoder es unterstützen sollten. Läufe dürfen sich niemals über mehrere Zeilen erstrecken.

### Gängige Formate
| Farbtiefe      | Bit pro Ebene | Ebenen | Reihenfolge                | Ursprung               |
| -------------- | ------------- | ------ | -------------------------- | ---------------------- |
| 1 (2 Farben)   | 1             | 1      | —                          | MDA/Hercules Monochrom |
| 2 (4 Farben)*  | 2             | 1      | —                          | CGA 4-Farb-Modus       |
| 4 (16 Farben)  | 1             | 4      | Blau-Grün-Rot-Intensität** | EGA 16-Farb-Modus      |
| 8 (256 Farben) | 8             | 1      | Palette: Rot-Grün-Blau     | VGA 256-Farb-Modus     |
| 24 (Truecolor) | 8             | 3      | Rot-Grün-Blau              | Keiner***              |